# Najwyższa Izba Kontroli

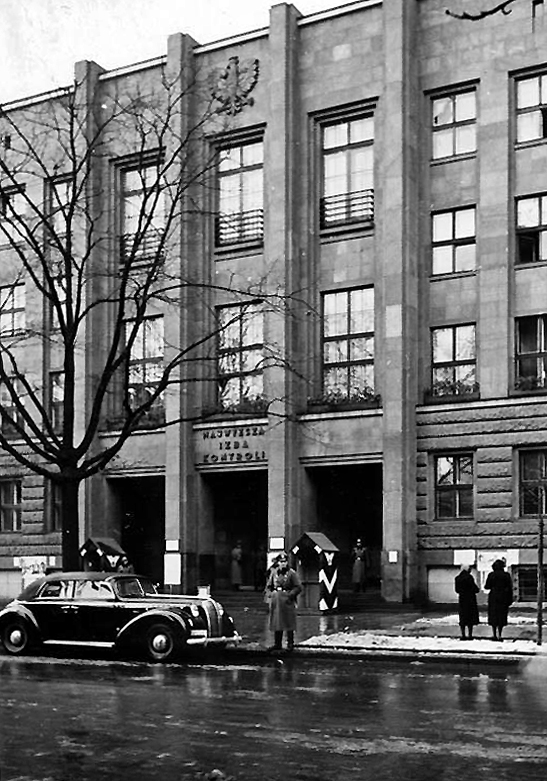
Siedziba Najwyższej Izby Kontroli przy alei Jana Chrystiana Szucha 23 w Warszawie. Listopad 1939

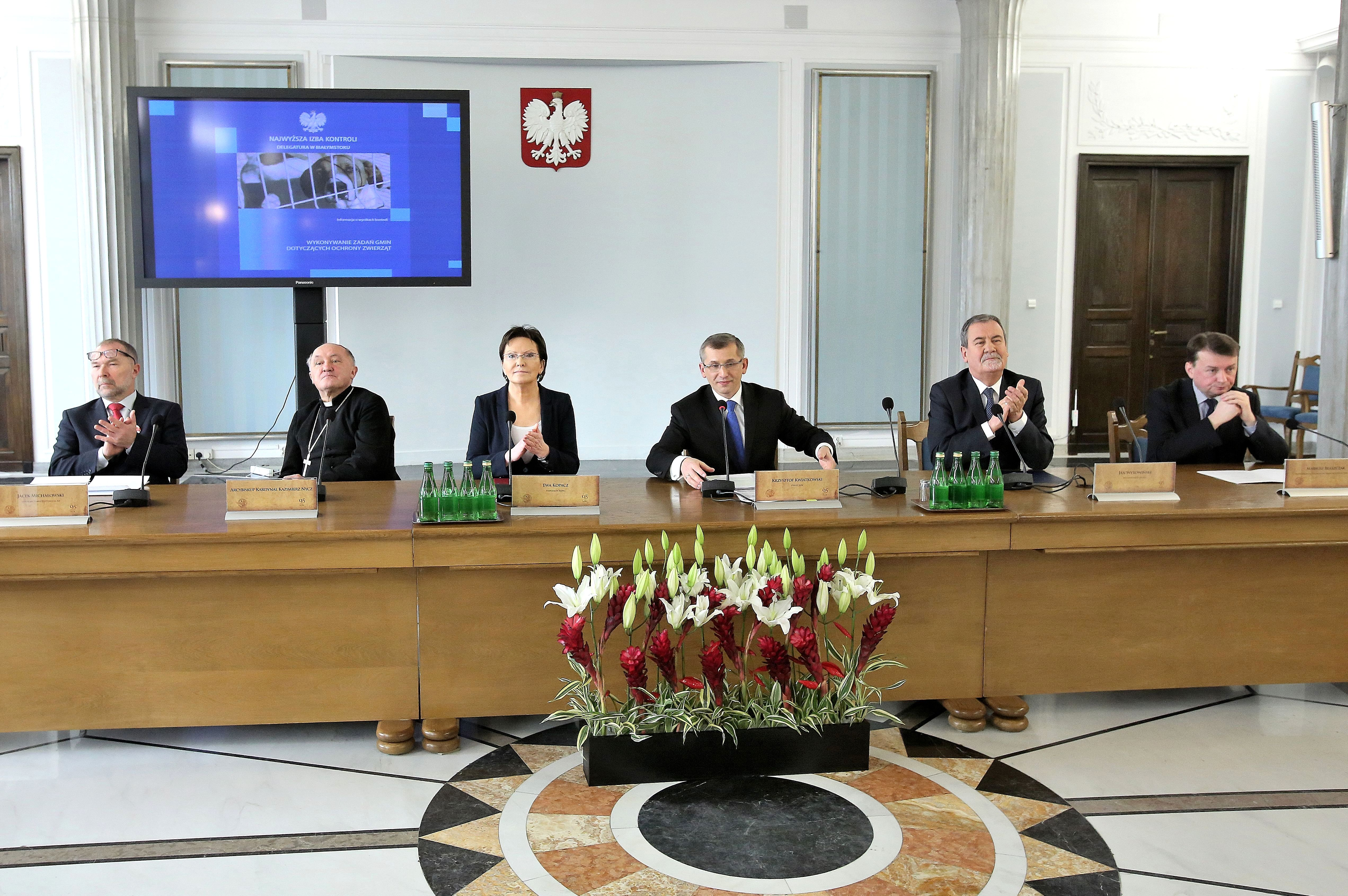
Uroczyste posiedzenie Kolegium Najwyższej Izby Kontroli z okazji 95. rocznicy powołania NIK w Sali Kolumnowej w Sejmie (2014)

Najwyższa Izba Kontroli (NIK) – najwyższy organ kontroli Rzeczypospolitej Polskiej, podlegający Sejmowi, działający na zasadach kolegialności.
Działalnością Najwyższej Izby Kontroli kieruje Prezes NIK. Kadencja Prezesa NIK trwa 6 lat i może być powtórzona jednokrotnie. Prezesa Najwyższej Izby Kontroli powołuje Sejm za zgodą Senatu. Od 2019 Prezesem NIK jest Marian Banaś.
Zgodnie z Konstytucją Najwyższa Izba Kontroli (NIK) kontroluje działalność organów administracji rządowej, Narodowego Banku Polskiego, państwowych osób prawnych i innych państwowych jednostek organizacyjnych z punktu widzenia legalności, gospodarności, celowości i rzetelności. Najwyższa Izba Kontroli może kontrolować działalność organów samorządu terytorialnego, komunalnych osób prawnych i innych komunalnych jednostek organizacyjnych z punktu widzenia legalności, gospodarności i rzetelności. Izba może również kontrolować z punktu widzenia legalności i gospodarności działalność innych jednostek organizacyjnych i podmiotów gospodarczych w zakresie, w jakim wykorzystują one majątek lub środki państwowe lub komunalne oraz wywiązują się z zobowiązań finansowych na rzecz państwa.
Zgodnie z art. 204 Konstytucji Najwyższa Izba Kontroli przedkłada Sejmowi m.in. analizę wykonania budżetu państwa i założeń polityki pieniężnej, opinię w przedmiocie absolutorium dla Rady Ministrów, a także przedstawia coroczne sprawozdanie ze swojej działalności. Sprawozdanie jest publikowane w formie druku sejmowego. Funkcjonowanie Najwyższej Izby Kontroli reguluje ustawa z dnia 23 grudnia 1994 r. o Najwyższej Izbie Kontroli (Dz.U. z 2022 r. poz. 623).
Od 1985 siedzibą Najwyższej Izby Kontroli jest budynek przy ul. Filtrowej 57, który od 1938 zajmował Warszawski Urząd Wojewódzki.

## Kolegium NIK
Zgodnie z Konstytucją RP Najwyższa Izba Kontroli działa na zasadach kolegialności.
Kolegium NIK obraduje na posiedzeniach zwoływanych przez Prezesa NIK z jego własnej inicjatywy lub na wniosek co najmniej 1/3 członków Kolegium.
Kolegium NIK jest jednym z najważniejszych elementów urzeczywistnienia konstytucyjnej i ustawowej zasady kolegialności. Zasada ta polega m.in. na udziale organu kolegialnego w podejmowaniu najważniejszych rozstrzygnięć.
Kolegium jest bowiem jednym z nielicznych w naszym systemie prawnym organów wewnętrznych, w których o najważniejszych sprawach dla danej instytucji współdecydują osoby niebędące jej pracownikami. Jest to jeden z istotnych elementów mających gwarantować obiektywizm w rozstrzyganiu spraw.

### Skład Kolegium NIK
W skład Kolegium Najwyższej Izby Kontroli wchodzą: Prezes Najwyższej Izby Kontroli jako przewodniczący, wiceprezesi i dyrektor generalny Najwyższej Izby Kontroli oraz 14 członków Kolegium. Osoby wchodzące w skład Kolegium Najwyższej Izby Kontroli są w sprawowaniu swych funkcji niezawisłe i mogą w sprawie podejmowanych uchwał zgłaszać do protokołu zdanie odrębne. Kadencja członka Kolegium Najwyższej Izby Kontroli trwa 3 lata.

### Zadania Kolegium NIK
Kolegium NIK posiada szerokie kompetencje uchwala m.in.: roczne plany pracy NIK, projekt jej statutu, jak również budżetu. Każdego roku Kolegium zatwierdza dokumenty, które NIK ma obowiązek przedłożyć i przedstawić Sejmowi z mocy prawa, tj. Analizę wykonania budżetu państwa i założeń polityki pieniężnej oraz Sprawozdanie z działalności NIK za poprzedni rok.
Ponadto Kolegium uchwala opinię w przedmiocie absolutorium dla Rady Ministrów, wnioski w sprawie rozpatrzenia przez Sejm określonych problemów związanych z działalnością organów publicznych. Uchwały Kolegium wymagają także wystąpienia zawierające zarzuty dotyczące działalności członków Rady Ministrów, osób kierujących urzędami centralnymi, Prezesa NBP oraz osób kierującymi instytucjami, o których mowa w art. 4 ust. 1 ustawy o NIK, tj.: Szefa Kancelarii Sejmu, Szefa Kancelarii Senatu, Szefa Kancelarii Prezydenta RP, Pierwszego Prezesa Sądu Najwyższego, Prezesa Naczelnego Sądu Administracyjnego, Prezesa Trybunału Konstytucyjnego, Rzecznika Praw Obywatelskich, Rzecznika Praw Dziecka, Przewodniczącego Krajowej Rady Radiofonii i Telewizji, Generalnego Inspektora Ochrony Danych Osobowych, Prezesa Instytutu Pamięci Narodowej – Komisji Ścigania Zbrodni przeciwko Narodowi Polskiemu, Szefa Krajowego Biura Wyborczego oraz Głównego Inspektora Pracy. Kolegium NIK uchwala ponadto projekt statutu Izby, projekt budżetu Izby oraz roczny plan pracy NIK.
Kolegium NIK rozpatruje zastrzeżenia do wystąpień pokontrolnych zgłaszanych do Prezesa NIK. W 2022 r. Kolegium podjęto 65 uchwał, w tym 58 dotyczących rozpatrzenia 316 zastrzeżeń zgłoszonych do wystąpień pokontrolnych; w 2021 r. podjęło 80 uchwał, w tym 69 dotyczących rozpatrzenia 401 zastrzeżeń zgłoszonych do wystąpień pokontrolnych.
Ponadto Kolegium NIK opiniuje: wniesione przez Prezesa NIK programy kontroli i informacje o wynikach szczególnie ważnych kontroli; inne sprawy wniesione przez Prezesa Najwyższej Izby Kontroli albo przedstawione przez co najmniej 1/3 członków Kolegium.

### Posiedzenia Kolegium NIK
Posiedzeniom Kolegium NIK przewodniczy Prezes NIK lub wyznaczony przez niego wiceprezes.
Kolegium NIK podejmuje uchwały większością głosów w obecności co najmniej połowy składu Kolegium w głosowaniu tajnym.
Prezes NIK może zapraszać na posiedzenia Kolegium NIK osoby niewchodzące w skład Kolegium. Kierownik jednostki kontrolowanej może na posiedzeniu Kolegium NIK składać oświadczenia i wyjaśnienia dotyczące złożonych zastrzeżeń.

### Członkowie kolegium NIK[12]
Kadencja 2023/2024 – 2026/2027
Kierownictwo NIK:
- Marian Banaś – prezes NIK
- Michał Jędrzejczyk – wiceprezes NIK
- Jacek Kozłowski – wiceprezes NIK
- Piotr Miklis – wiceprezes NIK
- Jarosław Melnarowicz – dyrektor generalny NIK

Przedstawiciele nauk prawnych i ekonomicznych:
- prof. dr hab. Patrycja Zawadzka, Uniwersytet Wrocławski
- prof. dr hab. Adam Mariański
- prof. dr hab. Mariusz Jabłoński
- dr Karol Bielski
- dr Sylweriusz Królak
- prof. dr hab. Czesław Martysz
- dr hab. Dawid Sześciło

Przedstawiciele kontrolnych jednostek organizacyjnych NIK lub radcy Prezesa NIK:
- dr Grzegorz Walendzik, Dyrektor Delegatury NIK w Kielcach
- Janusz Pawelczyk, p.o. Dyrektor Delegatury NIK w Białymstoku
- dr Tomasz Sobecki, p.o. Dyrektor Delegatury NIK w Bydgoszczy
- Piotr Walczak, p.o. Dyrektor Delegatury NIK w Łodzi
- Agnieszka Rejmer-Kopania, Radca Prezesa NIK
- Małgorzata Humel-Maciewiczak, Radca Prezesa NIK
- Grzegorz Haber, Radca Prezesa NIK

## Historia
Pierwszą polską izbą obrachunkową była Główna Izba Obrachunkowa, utworzona w czasach Księstwa Warszawskiego (1807–1815), która działała w latach 1808–1815. W dobie Królestwa Polskiego (1815–1918) jej funkcję kontynuowała Najwyższa Izba Obrachunkowa, która działała w latach 1816–1866. W 1917 Tymczasowa Rada Stanu Królestwa Polskiego utworzyła Urząd Obrachunkowy, w miejsce którego w 1919 utworzono Najwyższą Izbę Kontroli Państwa.
Najwyższa Izba Kontroli została powołana 8 lutego 1919 na mocy dekretu wydanego przez Naczelnika Państwa Józefa Piłsudskiego z 7 lutego 1919 roku.
Reaktywowana w 1949 jako organ niezależny od rządu, w latach 1952–1957 w jej miejsce utworzono Ministerstwo Kontroli Państwowej, przywrócona po 1957.

### 1919–1935
Polska, odzyskując niepodległość po I wojnie światowej, rozpoczęła kształtowanie swojego terytorium oraz organów administracyjnych państwa. Na podstawie dekretu z 7 II 1919 powołano do życia Najwyższą Izbę Kontroli Państwa. NIKP zajmowała się:
- kontrolą rachunków władz cywilnych, wojskowych, zakładów, przedsiębiorstw państwowych, urzędów oraz kontrolą rachunków związanych z majątkiem państwowym,
- kontrolą rachunków zakładów, fundacji, instytucji, funduszów niepaństwowych otrzymujących dotację ze Skarbu Państwa,
- kontrolą rachunków wydatków dochodów majątków i długów wyższych jednostek samorządowych oraz większych miast.

NIKP miała do dyspozycji trzy rodzaje kontroli: Wstępną (związana była w szczególności z inwestycjami państwowymi), Następczą (zwana również represyjna), Formalną (przedstawiającą stan faktyczny). W skład NIKP wchodzili: prezes, wiceprezes, radcy. Aparat kontroli podlegał Naczelnikowi, ale miał pewien związek z Sejmem. Do pomocy NIKP powołano 3 Izby terenowe. Ich siedzibami były Warszawa, Kielce, Lwów, w późniejszym czasie powstały siedziby w Kowlu, Poznaniu i Krakowie.
W 1921 nastąpiły kolejne zmiany związane z kontrolą państwową. Powodem było uchwalenie nowej konstytucji tzw. Konstytucji Marcowej 17 III 1921. Ustawa z 3 czerwca 1921 o kontroli państwowej, powoływała do istnienia Najwyższą Izbę Kontroli, zastępując tym samym NIKP. Założono, że będzie ona działała kolegialnie, podlegając Prezydentowi RP, jednak pozostając niezależną od Rządu. NIK działała na podstawie 2 zasad:
- każdego roku zobowiązana była do uchwalania budżetu na następny rok,
- przedstawienie rządowi sprawozdania z corocznego zamknięcia rachunków państwowych.

W porównaniu do kontroli z 1919 ówczesna posiadała dwa rodzaje kontroli, były to kontrole faktyczna i następcza. Zrezygnowano ze wstępnej, ponieważ wiele osób miało wątpliwości co do skuteczności działania wstępnego rodzaju kontroli. Skład kontroli państwowej ustalony był w ustawie, która wskazywała, że dzieliła się ona na: prezesa NIK wraz z dwoma wiceprezesami, NIK, Izby Okręgowe Kontroli.
„Prezes NIK był równorzędny ministrom, aczkolwiek nie wchodził w skład rządu, natomiast mógł zabierać głos na posiedzeniach Sejmu i Senatu, uczestnicząc osobiście lub delegując swych zastępców. Na żądanie Sejmu lub Senatu obowiązany był udzielać informacji lub wyjaśnień. Do uprawnień Prezesa NIK należało coroczne przesyłanie Ministrowi Skarbu preliminarza budżetowego Izby celem włączenia do budżetu państwa”.
NIK dzieliła się na: Kolegium NIK, 4 departamenty, Wydział Personalny.
Kolegium NIK zajmowało się:
- sprawami związanymi z odwołaniem od orzeczeń Departamentów i Izb Okręgowych,
- zamknięciem rachunków za rok ubiegły,
- sprawozdaniami związanymi z uwagami do budżetu,
- ustalaniem zasad kontroli oraz rachunkowych i kasowych przepisów,
- sprawy do rozstrzygnięcia powierzone przez Prezesa NIK.

Liczbę departamentów ustalał Prezes NIK. W departamentach powoływano kolegia. Orzeczenia kolegiów departamentów były natychmiastowo wykonywane. Od decyzji kolegiów można było się odwołać do Kolegium NIK. Każdy kontrolowany podmiot miał na to 14 dni.
Zadaniem Kolegialnych departamentów było wypowiedzenie się o rewizji faktycznej i następczej oraz odnośnie do zamknięcia poszczególnych rachunków.
Na Kolegium NIK składali się – prezes, 2 wiceprezesów, dyrektorzy departamentów oraz ich zastępcy. W skład Departamentów wchodzili: dyrektor, radcy, referenci, sekretarze, pomocnicy referentów, rachmistrzowie i kanceliści. Wydział Personalny składał się z – naczelnika, radców, referentów, archiwistów, rachmistrzów, kancelistów.
Izby Okręgowe Kontroli są organem równorzędnym do departamentów NIK. W Izbie tej działało kolegium, a jej skład złożony był z: prezesa, naczelników wydziału, wiceprezesa, sekretarzy, radców, referentów, archiwistów, rachmistrzów, kancelistów oraz pomocników referentów.

### Konstytucja kwietniowa (1935)
„Na pozycję i rolę NIK pewien wpływ wywarła Konstytucja z 23 kwietnia 1935 (Konstytucja kwietniowa), która stanowiła, że kontrola państwowa jest jednym z organów – obok rządu, Sejmu, Senatu i sądów – pozostającym pod zwierzchnictwem Prezydenta Rzeczypospolitej (art. 3). W ten sposób Konstytucja podporządkowała NIK Prezydentowi RP, co znalazło odzwierciedlenie w prerogatywach Prezydenta do powoływania i odwoływania prezesa NIK. W myśl Konstytucji (art. 77) NIK działała na zasadzie kolegialności, niezawisłości i niezależności od rządu. Zasadnicze zadania pozostały niezmienne. NIK powoływana była do kontroli pod względem finansowym gospodarki państwa oraz związków publicznoprawnych, badania zamknięć rachunków państwowych oraz corocznego przedstawienia wniosków o absolutorium dla rządu”.

### Na uchodźstwie
W wyniku wybuchu II wojny światowej NIK, tak jak reszta organów państwowych, została ewakuowana. Najpierw siedziba znajdowała się we Francji, potem przeniesiona została do Wielkiej Brytanii. Praca NIK opierała się na kontroli złota wywożonego z Polski w celu ukrycia go przed III Rzeszą.

### PRL
Od 1944 funkcje kontroli państwowej sprawowało Prezydium Krajowej Rady Narodowej, za pośrednictwem Biura Kontroli. Następnie od wejścia w życie ustawy konstytucyjnej z 1947 r., Biuro Kontroli usytuowane zostało przy Radzie Państwa, która przejęła kompetencje Prezydium KRN.
Reaktywowanie NIK, zapowiadane w ustawie konstytucyjnej z 1947, nastąpiło na podstawie ustawy z 9 marca 1949 o kontroli państwowej. W świetle tej ustawy NIK stanowiła organ kontroli niezależny od rządu, bezpośrednio podporządkowany Radzie Państwa, powołany przede wszystkim do kontroli działalności naczelnych władz i urzędów w dziedzinie administracji publicznej i gospodarki narodowej. NIK obejmowała kontrolą również działania terenowych organów administracji i jednostek gospodarki, ale tylko w zakresie niezbędnym dla oceny prawidłowości działania naczelnych i centralnych organów administracji. NIK funkcjonowała na zasadzie kolegialności. Kolegium tworzyli Prezes NIK jako przewodniczący oraz wiceprezesi. W swej działalności kontrolnej NIK mogła się posługiwać kryterium legalności, rzetelności, gospodarności, celowości w działalności finansowej, gospodarczej i organizacyjno-administracyjnej oraz zgodności z ustalonymi wytycznymi polityki państwowej i planami gospodarczymi. Uchwałą Rady Ministrów z 5 sierpnia 1949 został zatwierdzony statut NIK, wydany przez Radę Państwa i podpisany przez prezydenta Bolesława Bieruta.
Ustawa z 22 listopada 1952 r. o kontroli państwowej zastąpiła NIK Ministerstwem Kontroli Państwowej. NIK przywróciła ustawa z 13 grudnia 1957 roku. Ustawa z 27 marca 1976 r. podporządkowała NIK Prezesowi Rady Ministrów, co odwołała ustawa z 8 października 1980 roku.

## Prezesi Najwyższej Izby Kontroli

### II Rzeczpospolita(1918/1919-1939)
- Józef Higersberger II 1919 – 18 V 1921
- Jan Żarnowski 4 VII 1921 – VII 1926
- Stanisław Wróblewski X 1926 – X 1930
- gen. bryg. Jakub Krzemieński X 1930 – IX 1939

### Władze RP na Uchodźstwie (1939-1991)
- Tadeusz Tomaszewski XII 1939 – IV 1949
- ppłk aud. Stanisław Okoniewski kierownik 1 V 1949 – 23 X 1950
- ppłk aud. Stanisław Okoniewski 23 X 1950 – † 21 XI 1966
- gen. bryg. dr Tadeusz Antoni Porębski 1 III 1967 – † 24 V 1970
- gen. bryg. dr Ludwik Ząbkowski 1971 – 1973
- gen. bryg. Stanisław Kuniczak 1974
- kpt. inż. Władysław Zaleski 10 VII 1974[22] – 25 V 1978[23]
- płk dypl. Jan Berek 26 V 1978[24] – 13 V 1980[25]
- płk kaw. Franciszek Szystowski 14 V 1980[26] – 1 IX 1989[27]
- Bolesław Kotowski 1 IX[28] – 1 XI 1989
- Stanisław Borczyk 1 XI 1989[29] – 8 XII 1991

### Rzeczpospolita Polska (1944-1952) / Polska Rzeczpospolita Ludowa (1952-1989)
Dyrektor Biura Kontroli przy Prezydium Krajowej Rady Narodowej:
- Jan Grubecki (13 listopada 1944 – luty 1947)

Dyrektor Biura Kontroli przy Radzie Państwa:
- Jan Grubecki (luty 1947 – 9 marca 1949)

Prezesi Najwyższej Izby Kontroli:
- Henryk Kołodziejski (21 lutego 1947 – 9 marca 1949)
- Franciszek Jóźwiak (9 marca 1949 – 21 listopada 1952)

Ministrowie Kontroli Państwowej:
- Franciszek Jóźwiak (21 listopada 1952 – 16 kwietnia 1955)
- Roman Zambrowski (16 kwietnia 1955 – 24 października 1956)

Kierownicy Ministerstwa Kontroli Państwowej:
- Jan Górecki (21 listopada 1956 – lipiec 1957)
- Konstanty Dąbrowski (lipiec 1957 – 27 grudnia 1957)

Prezesi Najwyższej Izby Kontroli:
- Konstanty Dąbrowski (30 grudnia 1957 – 28 czerwca 1969)
- Zenon Nowak (28 czerwca 1969 – 22 czerwca 1971)
- Mieczysław Moczar (22 czerwca 1971 – 27 marca 1976)

Prezes Najwyższej Izby Kontroli – członek Rady Ministrów:
- Mieczysław Moczar (27 marca 1976 – 8 października 1980)

Prezesi Najwyższej Izby Kontroli:
- Mieczysław Moczar (8 października 1980 – 23 marca 1983)
- Tadeusz Hupałowski (23 marca 1983 – 29 grudnia 1989)

### III Rzeczpospolita(od 1989)
| Lp. | Zdjęcie | Imię i nazwisko       | Od               | Do                  |
| --- | ------- | --------------------- | ---------------- | ------------------- |
| 1   |         | Tadeusz Hupałowski    | 29 grudnia 1989  | 15 lutego 1991      |
| 2   |         | Walerian Pańko        | 23 maja 1991     | 7 października 1991 |
| 3   |         | Lech Kaczyński        | 14 lutego 1992   | 8 czerwca 1995      |
| 4   |         | Janusz Wojciechowski  | 22 czerwca 1995  | 20 lipca 2001       |
| 5   |         | Mirosław Sekuła       | 20 lipca 2001    | 20 lipca 2007       |
| 6   |         | Jacek Jezierski       | 22 sierpnia 2007 | 22 sierpnia 2013    |
| 7   |         | Krzysztof Kwiatkowski | 27 sierpnia 2013 | 30 sierpnia 2019    |
| 8   |         | Marian Banaś          | 30 sierpnia 2019 | nadal               |

## Wiceprezesi Najwyższej Izby Kontroli

### Władze RP na Uchodźstwie
- Adam Barszcz od 28 marca 1979[30]

### Polska Ludowa
- Władysław Gomułka od marca do listopada 1949

### III Rzeczpospolita
- Bogdan Łysak 1989–1991
- Piotr Kownacki od lipca 1991 do sierpnia 1999
- Jacek Uczkiewicz 1995–2001
- Zbigniew Wesołowski od sierpnia 1995 do 31 sierpnia 2005
- Jacek Jezierski od 1 sierpnia 1998 do 22 sierpnia 2007
- Józef Górny od 20 listopada 2006 do 2 września 2011
- Marek Zająkała od 7 września 2007 do 2 września 2011
- Stanisław Jarosz od 31 października 2007 do 2 września 2011
- Jacek Kościelniak od 4 listopada 2007 do 2 sierpnia 2011
- Wojciech Misiąg od 16 września 2011 do 26 listopada 2013
- Marian Cichosz od 16 września 2011 do 2014
- Wojciech Kutyła od 26 kwietnia 2012 do 26 września 2019
- Jacek Uczkiewicz od 26 listopada 2013 do 30 czerwca 2016[31]
- Mieczysław Łuczak od 2 lutego 2015 do 26 września 2019
- Ewa Polkowska od 1 lipca 2016[32] do 26 września 2019
- Małgorzata Motylow od 27 września 2019[33][34] do grudnia 2023[35][36]
- Tadeusz Dziuba od 27 listopada 2019 do grudnia 2023
- Marek Opioła od 27 listopada 2019[37] do 1 lutego 2021[38]
- Michał Jędrzejczyk od grudnia 2023[39][36]
- Jacek Kozłowski od grudnia 2023
- Piotr Miklis od grudnia 2023

## Struktura organizacyjna
Strukturę organizacyjną NIK w 2013 tworzyły następujące departamenty, biura i delegatury:
- Departamenty:
  - Administracji Publicznej,
  - Budżetu i Finansów,
  - Gospodarki, Skarbu Państwa i Prywatyzacji,
  - Infrastruktury,
  - Metodyki Kontroli i Rozwoju Zawodowego,
  - Nauki, Oświaty i Dziedzictwa Narodowego,
  - Obrony Narodowej,
  - Porządku i Bezpieczeństwa Wewnętrznego,
  - Pracy, Spraw Społecznych i Rodziny,
  - Prawny i Orzecznictwa Kontrolnego,
  - Rolnictwa i Rozwoju Wsi,
  - Strategii,
  - Środowiska,
  - Zdrowia.
- Biura: Gospodarcze, Informatyki, Organizacyjne, Rachunkowości.
- delegatury w miastach wojewódzkich[a].

## Budżet, zatrudnienie i wynagrodzenia
Wydatki i dochody Najwyższej Izby Kontroli są realizowane części 07 budżetu państwa.
W 2017 wydatki NIK wyniosły 277,54 mln zł, a dochody 0,99 mln zł. Przeciętne zatrudnienie w przeliczeniu na pełne etaty wyniosło 1585 osób, a średnie miesięczne wynagrodzenie brutto 8474 zł.
W ustawie budżetowej na 2018 wydatki Najwyższej Izby Kontroli zaplanowano w wysokości 282,11 mln zł, a dochody 0,69 mln zł.

## Odznaczenie i upamiętnienie
W 2009 wyemitowano dwie monety upamiętniające 90. rocznicę utworzenia Najwyższej Izby kontroli. Srebrną, kolekcjonerską o nominale 10 złotych, a drugą obiegową, ze stopu Nordic gold o nominale 2 złote. Na rewersie na obu monetach przedstawiono wizerunki obecnej siedziby NIK według projektu Urszuli Walerzak. Autorką projektu awersu monety kolekcjonerskiej jest Ewa Tyc-Karpińska. Srebrna moneta zawiera hologram.
W 2014 Najwyższa Izba Kontroli została odznaczona Medalem „Pro Memoria”.